# Фудзимото, Тацуо
Тацуо Фудзимото (яп. 藤本 達夫 Фудзимото Тацуо, род. 29 марта 1940, Ако, Хиого) — японский пловец, призёр Олимпийских игр.
Тацуо Фудзимото родился в 1940 году в Ако префектуры Хиого.
В 1960 году на Олимпийских играх в Риме Тацуо Фудзимото завоевал серебряную медаль в эстафете 4×200 м.